# Neoberis brasiliana
Neoberis brasiliana är en tvåvingeart som beskrevs av Lindner 1949. Neoberis brasiliana ingår i släktet Neoberis och familjen vapenflugor. Inga underarter finns listade i Catalogue of Life.